# Ahmad al-Muadzam Shah di Pahang
Paduka Sri Baginda al-Sultan Besar Sir Ahmad al-Muadzam Shah ibni al-Marhum Bendahara Sri Maharaja Tun Ali (Pekan, 23 maggio 1836 – Pekan, 29 maggio 1914) è stato sultano di Pahang dal 1881 al 1914 dopo esserne stato raja bendahara dal 1863 al 1881.

## Primi anni di vita
Wan Ahmad, come era conosciuto prima della sua ascesa al trono, nacque presso il Pulau Maulana di Pekan il 23 maggio 1836 ed era figlio del 22° bendahara Tun Ali e di Che Long bint Tok Kota Chenor. Poco dopo la sua nascita il saggio arabo Habib Abdullah ibni Omar Al-Attas predisse per lui un grande futuro. Wan Ahmad discendeva in linea patrilineare dal 13° bendahara che aveva ricevuto il titolo dal 10º sultano di Johor, Abdul Jalil Shah IV. Dopo l'ascesa al trono di quest'ultimo il Pahang divenne provincia speciale dei bendahara, ovvero uno stato vassallo dotato di grande autonomia. Tuttavia, durante il regno di Tun Abdul Majid, visto il progressivo smembramento dell'impero, il Pahang divenne prima una provincia (Tanah Pegangan) e poi un feudo (Tanah Kurnia); in tal modo il regnante bendahara assunse il titolo raja bendahara (re gran visir). Nel 1853 il padre proclamò formalmente l'indipendenza.
Wan Ahmad venne istruito privatamente nella corte del padre. Nonostante il genitore gli avesse concesso in giovane età i feudi di Kuantan e Endau, si oppose a riconoscere il dominio del fratellastro Tun Mutahir quando questi ascese al trono nel 1857.

## La guerra civile
La disputa sui territori di Kuantan ed Endau spinse Wan Ahmad ad opporsi al fratello nel governo dell'intero regno. Le tensioni tra i due fratelli portarono a una sanguinosa guerra civile, scoppiata alla fine del 1857. Tun Mutahir era sostenuto dal sultanato di Johor da sud e dagli inglesi degli Stabilimenti dello Stretto. Il ventiduenne Wan Ahmad poteva contare sull'alleanza con il Terengganu e con il regno di Rattanakosin a nord. Entrambe le parti, i cui sostenitori stranieri avevano secondi fini, si scontrarono principalmente in raid e imboscate, con occasionali combattimenti vicino alle fortificazioni lungo il vasto sistema fluviale del Pahang. I vascelli siamesi inviati per assistere Wan Ahmad nel 1862 furono eliminati dalle navi da guerra britanniche. La guerra finì quando le truppe di Wan Ahmad conquistarono una serie di importanti città e regioni dell'interno e alla fine la capitale, Pekan. Tun Mutahir si ritirò a Temai e nel maggio 1863 fuggì a Kuala Sedili, dove morì con il figlio Wan Koris in uno scontro armato.
Ahmad doveva la sua vittoria nella guerra in parte alla sua abilità eccezionale come comandante sul campo. Il vincitore venne investito formalmente come sovrano dai suoi capi villaggio con il titolo Bendahara Siwa Raja Tun Ahmad. Il nuovo sovrano proclamò l'amnistia a quei capi e soggetti che avevano aiutato i suoi nemici. Egli premiò i ricchi uomini d'affari che lo avevano finanziato durante la guerra concedendo loro i monopoli di Stato sul sale e sull'oppio.

## Regno

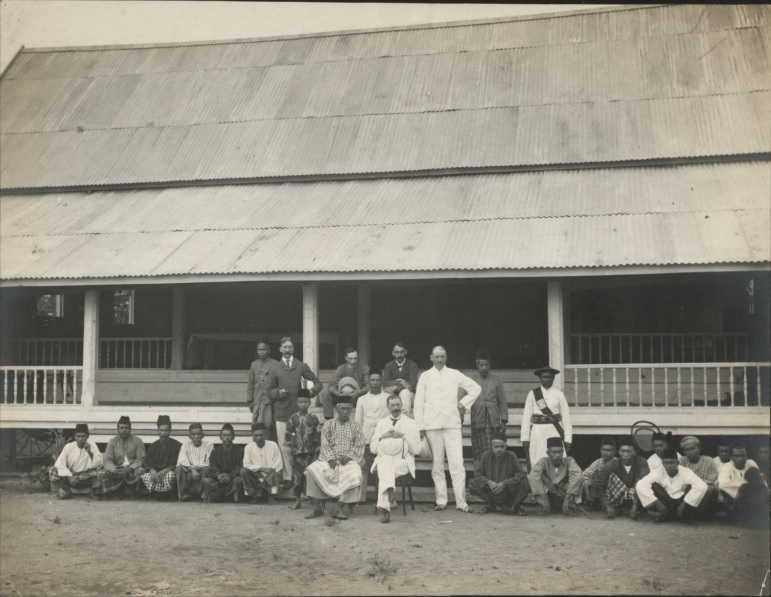
Il sultano Ahmad al-Muadzam Shah seduto con il residente ad intrim di Pahang Frederic Duberly nel 1902 circa.

Nei primi anni del suo regno, il Pahang rimase in subbuglio, visti i vari tentativi dei figli superstiti del defunto Tun Mutahir rifugiati nel Selangor di rovesciarlo. Ciò portò al coinvolgimento decisivo del Pahang nella guerra civile del Selangor. Gli scontri devastarono la penisola malese e portarono alla nascita del dissenso tra la classe dirigente e i capi territoriali che da allora si divisero in fazioni. Nel 1881, spinto dalla sua autorità ormai in declino sia all'interno del Pahang che tra i suoi omologhi degli altri stati malesi, Ahmad assunse il titolo di sultano e venne formalmente proclamato dai suoi capi due anni più tardi. L'evento segnò la rinascita del Pahang come sultanato dopo più di due secoli di unione con la corona del Johor. Ahmad ottenne il riconoscimento formale da parte del governo degli Stabilimenti dello Stretto nel 1887 in cambio della firma di un trattato con gli inglesi che lo costrinse ad accettare un consigliere britannico nella sua corte.
Durante il suo regno, la politica del Pahang divenne competenza del governo britannico. Grazie alle pressioni esercitate dal consigliere, lo Stato venne governato secondo gli ideali britannici e in modo moderno. Questo generò però malcontento e scontri tra i capi tradizionali e gli inglesi. I britannici alla fine costrinsero Ahmad a mettere il suo Stato sotto la protezione britannica nel 1888 e John Pickersgill Rodger divenne il primo ministro residente. Il lavoro di costruzione di un'amministrazione moderna dello Stato cominciò con la creazione della Corte Suprema, della forza di polizia e del Consiglio di Stato. Nel 1895 il sultano firmò il trattato costitutivo degli Stati malesi federati. Nel 1909 Ahmad trasferì il potere esecutivo e amministrativo al figlio maggiore Tengku Long Mahmud per l'età avanzata ma mantenne il titolo di sultano fino alla sua morte, avvenuta a Kuala Pahang il 29 maggio 1914.